# Perchta

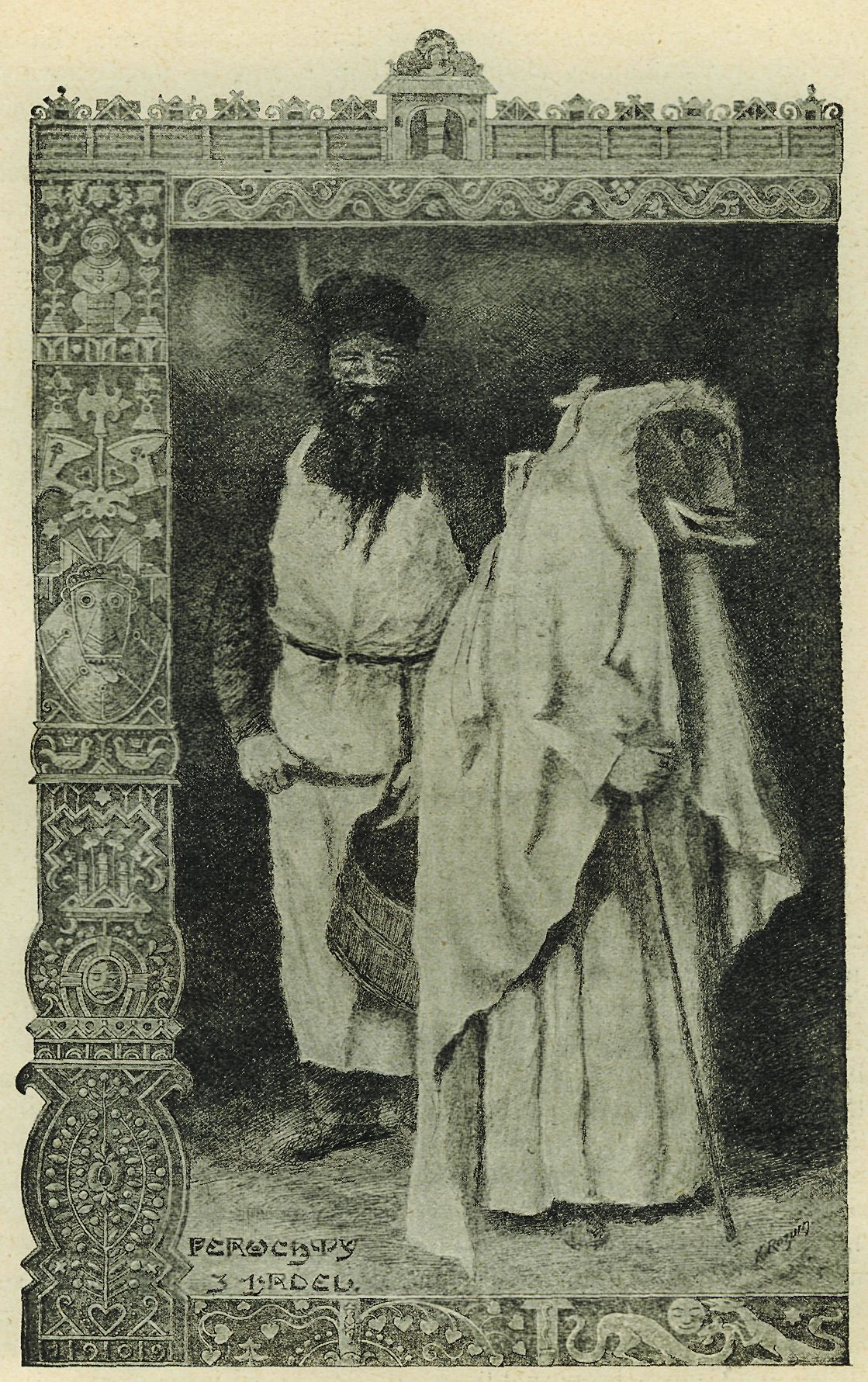
Peruchty en el Hrdy, Reino de Bohemia, 1910.

Perchta o Berchta (en inglés Bertha; en esloveno Pehtra Baba), generalmente conocida como Percht, fue una deidad en el paganismo propio de la zona de los Alpes, como los Alpes alemanes y los eslovenos. Su nombre podría significar «la que brilla» (beraht o bereht en alto alemán antiguo, del proto-germánico *brehtaz) y está probablemente relacionado con el nombre Berchtentag, la fiesta de la Epifanía. El académico alemán Eugen Mogk aporta una etimología alternativa, atribuyendo el origen del nombre Perchta al verbo pergan, que significa «escondido» o «cubierto».
Se cree que Perchta proviene de la misma diosa raíz que Holda, también conocida como Frau Holle, y otras figuras femeninas del folclore germánico (véase: Freya). Según Jacob Grimm y Lotte Motz, Perchta era su pariente meridional, pues ambas tenían el papel de «guardianas de las bestias», apareciendo durante la Cacería Salvaje, periodo comprendido entre la Navidad y la Epifanía (25 de diciembre - 5 de enero). (En inglés: Twelve Days of Christmas o Twelvetide).
Grimm sostiene que Perchta o Berchta se extendió en aquellas regiones altas de Alemania en las que la creencia en Holda se había extinguido: Suabia, Alsacia, Suiza, Baviera y Austria.
Según la lingüista alemana Erika Timm, Perchta emergió de la amalgama entre tradiciones alpinas germánicas y pregermánicas, probablemente celtas, después del periodo de las grandes migraciones en la Alta Edad Media.

## Nombres de Perchta
Perchta tuvo diferentes nombres dependiendo del momento histórico y la región: Grimm propuso como nombres principales los de Perahta y Berchte. Los siguen Berchta, Behrta y Frau Perchta. En las regiones de Baden, Suabia y Suiza se la llamaba Frau Faste (la mujer de las témporas), y Pehtra Baba o Kvatrna Baba en Eslovenia. En otros lugares se la conocía como Posterli, Quatemberca y Fronfastenweiber.
Entre los eslovenos de la región de Carintia, al sur de Austria, una forma masculina de Perchta era llamada Quantembermann, en alemán, o Kvaternik en esloveno (el hombre de las témporas). Grimm creía que su contraparte o equivalente masculino era Berchtold.
Otras variantes regionales del nombre son Berigl, Berchtlmuada, Perhta-Baba, Zlobna Pehta, Bechtrababa, Sampa, Stampa, Lutzl, Zamperin, Pudelfrau, Zampermuatta y Rauweib.

## Representación
En algunas representaciones, Perchta tiene dos formas; puede aparecer como una mujer bella, vestida de blanco, o por el contrario como una anciana maléfica. Asimismo, en muchas fuentes antiguas se dice que Perchta (o Bertha en alemán) tiene un solo pie gigante, a veces llamado pie de ganso o pie de cisne. Grimm creía que su extraño pie simbolizaba su capacidad para adoptar formas animales (metamorfosis). También descubrió que existían figuras similares (Bertha con un único y extraño pie) en muchas lenguas («Berhte mit dem fuoze» en alto alemán medio, «Berthe au grand pied» en francés y «Berhta cum magno pede» en latín): «Parece tratarse del pie de una mujer cisne... y al mismo tiempo representa el pie plano de las hilanderas, con el que manejaban el pedal del telar».
En el Tirol aparece como una anciana con la cara muy arrugada, ojos brillantes y vivaces y una nariz larga y ganchuda; con el pelo despeinado y las ropas gastadas y rotas.

## Tradiciones y leyendas
En origen, Perchta vigilaba el cumplimiento de los tabúes culturales, como la prohibición de hilar durante los días de fiesta. En el folclore de Baviera y Austria se creía que Perchta merodeaba por el campo durante los días en torno al solsticio de invierno y entraba en las casas entre los doce días entre la Navidad y la Epifanía (Twelvetide), especialmente durante la duodécima y última noche, conocida como «Twelfth Night» en inglés o «Rauhnacht» en alemán. Perchta tenía la capacidad de saber si los niños y jóvenes de la casa se habían comportado bien y habían trabajado duro durante todo el año. Si lo habían hecho, se encontrarían una pequeña moneda de plata al día siguiente, dentro de un zapato o un balde. Si no, los abriría en canal, les sacaría el estómago y las entrañas y los rellenaría con paja y piedrecitas. En el caso de las chicas, se dice que Perchta se fijaba especialmente en si habían hilado toda la lana o el lino que les correspondía hilar a lo largo del año. También se dice que abriría en canal y rellenaría con paja a todo aquel que hubiera comido algo en la noche de su festividad que no fuera el plato tradicional de la fiesta, a base de pescado y gruel.
El culto a Perchta, en el que sus adoradores le ofrecían comida y bebida a ella y sus seguidores con la esperanza de recibir riqueza y abundancia a cambio, fue condenado en Baviera en el Thesaurus pauperum de 1468, y también en De decem praeceptis de Thomas Ebendorfer en 1439.
Otros documentos eclesiásticos posteriores caracterizaron a Perchta como una figura equivalente a otras deidades o seres mitológicos femeninos: Holda (Frau Holle), Diana, Herodias (o Aradia), Richella y Abundia.

## Seres relacionados
Según Grimm, el equivalente de Perchta sería Holda (Frau Holle), aunque también la figura mitológica de la Dama Blanca (Weisse Frauen, en alemán) podría derivar directamente de Berchta a raíz de una de sus representaciones como una mujer vestida de blanco.
Otra figura relacionada con Perchta es Mokoš, la Diosa Madre de la mitología eslava, quien posee una doble faceta: renovación del ciclo anual de la naturaleza (fertilidad, luminosidad, primavera), así como de tutora de las actividades a las que se dedicaba la mujer (hilar, tejer, hornear pan). Por otro lado, es una diosa cruel que castiga con dureza.
El plural de Perchta es Perchten, nombre que se le daba a su cortejo de espíritus o seguidores, así como a las máscaras de animales empleadas en muchos desfiles y fiestas populares en las regiones alpinas de Austria. Durante el siglo XVI, se decía que los Perchten adoptaban dos formas distintas: unos eran bellos y luminosos, llamados Schönperchten (los «Perchten bellos»), y venían durante las doce noches entre la Navidad y la Epifanía (Twelvetide) para «traer suerte y abundancia a la gente»; los otros eran conocidos como Schiachperchten (los «Perchten feos»), con grandes colmillos y colas de caballo que se usaban para espantar a los demonios y los fantasmas. En el siglo XVI, durante las celebraciones, los hombres vestidos como «Perchten feos» iban de casa en casa para sacar a los malos espíritus.

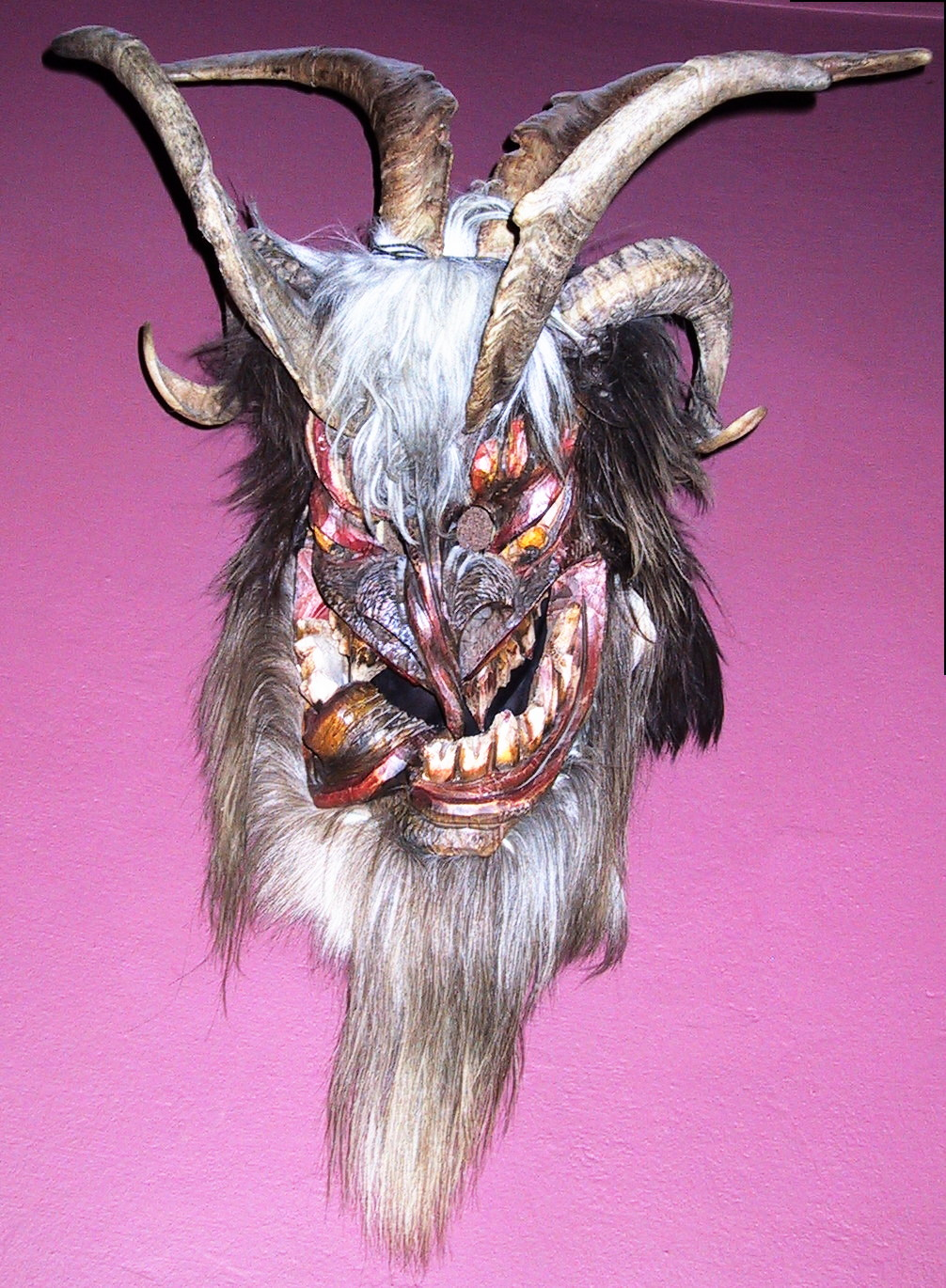
Máscara de Schiachperchten.

A veces, se considera que el Diablo (der Teufel en alemán) es el Percht más feo (o el grado más alto entre los Schiachperchten), mientras que Frau Perchta es el Percht más bello (o el grado más alto entre los Schönperchten).
En Italia, el equivalente más cercano a Perchta es la Befana, que visita a los niños durante la noche del 5 al 6 de enero para llenar sus calcetines de dulces (si han sido buenos) o de carbón (si han sido malos).

## Interpretaciones
Siguiendo a Jacob Grimm (1882), Perchta era conocida como Frau Berchta en alto alemán antiguo desde el siglo X, y se concebía como una diosa ataviada de blanco, protectora de las hilanderas y tejedoras, como en el caso de Holda (Frau Holle). Grimm creía que era el equivalente femenino de Berchtold, y a veces se consideraba la figura principal de la Cacería Salvaje. Sin embargo, John B. Smith discrepa de la interpretación de Grimm y propone que Perchta es la personificación de la fiesta de la Epifanía (el 6 de enero, a veces llamado «Perchta's Day» o «Día de Perchta») y que por tanto no se trataría de una deidad precristiana.

## Celebraciones actuales
Actualmente, se representa a Perchta como un ser femenino que recompensa a los niños generosos y castiga a los malos, especialmente a los mentirosos.
Hoy en día, en Austria, y especialmente en Salzburgo, donde se dice que merodea en torno al castillo de Hohensalzburg en mitad de la noche, los Perchten todavía forman parte de las festividades tradicionales, como el carnaval de Fastnacht. Las máscaras de madera con forma de animal utilizadas en las fiestas también se siguen llamando Perchten.
En la región de Pongau, en Austria, se celebran grandes procesiones de Schönperchten («Perchten bellos») y Schiachperchten («Perchten feos») cada invierno. Se cree que las máscaras de los primeros atraen las ganancias inesperadas de dinero, mientras que las segundas se llevan para espantar a los malos espíritus.
Otras variantes regionales son los Tresteter en la región austriaca de Pinzgau, los bailarines zancudos de la ciudad de Unken, los Schnabelpercht en el valle de Unterinntal y los Glöcklerlaufen en el distrito de Salzkammergut. Algunos resorts turísticos (sobre todo de esquí) han convertido estas fiestas tradicionales en un atractivo turístico, logrando una gran asistencia todos los inviernos.